# Rabilimis
Rabilimis is een geslacht van kreeftachtigen uit de klasse van de Ostracoda (mosselkreeftjes).

## Soorten
- Rabilimis marionensis Dingle, 2003
- Rabilimis mirabilis (Brady, 1868) Hazel, 1967
- Rabilimis paramirabilis (Swain, 1963) Hazel, 1967 †
- Rabilimis septentrionalis (Brady, 1866) Hazel, 1967